# Porta Westfalica (przystanek kolejowy)
Porta Westfalica (niem. Bahnhof Porta Westfalica) – przystanek osobowy w Porta Westfalica, w kraju związkowym Nadrenia Północna-Westfalia, w Niemczech. Według DB Station&Service ma kategorię 4. Znajduje się na linii Hamm – Minden.

## Linie kolejowe
- Linia Hamm – Minden